# Johan Lundin (konstnär)
Ej att förväxla med politikern Johan Lundin eller friidrottaren Johan Lundin.
Johan Lundin, född 1988 i Bonderups församling, Lunds kommun, Sverige är en konstnär som arbetar med performance, video och skulptur. Johan Lundin har utbildat sig vid Konstfack i Stockholm. 2017 installerades Johan Lundins offentliga verk We All Face Loneliness Our Answer Is Community i Östra Sorgenfri, Malmö. Johans verk Everybodys Street finns med i Homografiska Museets samling sedan 2022.

## Verk i urval
- (2015) Documentary Drag, Performance (med Rasmus Raphaëlle Östebro)
- (2017) We All Face Loneliness Our Answer Is Community[5], Fasadkonst - Ljusinstallation, MKB, Malmö
- (2018) Social Setup[6], VR-performance, Inter Arts Center, Malmö